# Laura Bickford
Laura Bickford (* 20. Jh. in New York City) ist eine US-amerikanische Filmproduzentin, die hauptsächlich für ihre Werke Traffic – Macht des Kartells, Che – Revolución und Duplicity – Gemeinsame Geheimsache bekannt ist. Für das Episodendrama Traffic wurde sie 2001 in der Kategorie „Bester Film“ zusammen mit Edward Zwick und Marshall Herskovitz für einen Oscar nominiert.

## Leben
Bickford wurde als Tochter von Jewelle und Nathaniel Bickford in New York geboren. Ihr Vater ist Rechtsanwalt, ihre Mutter arbeitet in leitender Funktion bei einer Investmentbank der Rothschild-Gruppe. Bickfords drei Brüder Timothy, Joseph und Ben haben den Beruf des Schauspielers gewählt.
Nachdem die junge Frau ihr Studium für Filmgestaltung am Sarah Lawrence College abgeschlossen hatte, arbeitete sie als Produktionsleiterin für politische Werbespots in New York. Im Anschluss daran war sie Produktionsassistentin bei Robert Altman, der 1987 in Paris den Film Therapie zwecklos (Beyond Therapy) drehte. Bickford zog nach Beendigung dieser Arbeit für fünf Jahre nach London. In der Folge produzierte sie über fünfzig Musikvideos, sowohl in den USA, als auch in Europa. Gleichzeitig entwickelte und gestaltete sie Spielfilme für Luc Roeg und Jeremy Thomas. In Los Angeles, wohin Bickford dann zog, arbeitete mit dem Autor und Regisseur Matthew Chapman zusammen.
Ihr Debüt als Produzentin gab sie mit dem Film Citizen X für HBO Pictures im Jahr 1995. Der Film basiert auf der wahren Geschichte des russischen Serienmörders Andrei Romanowitsch Tschikatilo. Chris Gerolmo schrieb das Drehbuch und führte Regie. Stephen Rea, Donald Sutherland und Max von Sydow agierten in den Hauptrollen. Sutherland wurde für seine Leistung mit einem Emmy und einem Golden Globe ausgezeichnet. 1997 produzierte Bickford dann Playing God für Beacon Pictures. Regie führte Andy Wilson, David Duchovny, Timothy Hutton und Angelina Jolie hatten die Hauptrollen inne. Bongwater unter der Regie von Richard Sears mit Luke Wilson und Alicia Witt produzierte sie zusammen mit Alessandro Uzielli ebenfalls im Jahr 1997.
Bei Traffic – Macht des Kartells (2000) arbeitete Bickford erstmals mit Steven Soderbergh und Benicio del Toro zusammen. Soderbergh erhielt den Regie-Oscar, Del Toro wurde als „Bester Nebendarsteller“ mit der Trophäe geehrt. Außerdem erhielt der Film zwei weitere Oscars für das „Beste Drehbuch“ und den „Besten Schnitt“. Außerdem wurde er mit vielen weiteren Preisen bedacht.
Mit ihrer Firma Laura Bickford Productions fusionierte die Produzentin für zwei Jahre mit River Road Entertainment, wo sie die mehrfach preisgekrönten Filme Brokeback Mountain (2005) und Fell – Eine Liebesgeschichte (Fur: An Imaginary Portrait of Diane Arbus – 2006) mit Nicole Kidman und Robert Altmans letzten Film Robert Altman’s Last Radio Show (A Prairie Home Companion – 2006) mit Meryl Streep mit finanzierte.
Bei dem zweiteiligen Epos Che – Revolución und Che – Guerrilla (2008) arbeitete Bickford erneut mit Soderbergh und del Toro zusammen. Auch dieser Film fand internationale Anerkennung und wurde mit zahlreichen Preisen ausgezeichnet. 
Für die Agentenkomödie Duplicity – Gemeinsame Geheimsache (2009) von Tony Gilroy mit Julia Roberts und Clive Owen zeichnet ebenfalls die Laura Bickford Production verantwortlich.

## Privates
Von 2002 bis zu seinem Tod 2008 war Laura Bickford mit dem Schauspieler Sam Bottoms verheiratet. Für Bottoms war es seine zweite Ehe.

## Filmografie (Auswahl)
- 1995: Citizen X
- 1997: Bongwater
- 1997: Playing God
- 2000: Traffic – Macht des Kartells (Traffic)
- 2005: Winter Passing
- 2006: Fell – Eine Liebesgeschichte (Fur: An Imaginary Portrait of Diane Arbus)
- 2007: Chicago 10
- 2008: Che – Revolución (Che – Part One: The Argentine)
- 2008: Che – Guerrilla (Che – Part Two: Guerrilla)
- 2008: Independent Lens (Fernsehserie, 1 Folge)
- 2009: Duplicity – Gemeinsame Geheimsache (Duplicity)
- 2012: Arbitrage
- 2012: 7 Tage in Havanna (7 Days in Havana)

## Auszeichnungen
- 1995: CableACE Award, Film oder Mehrteiler, für Citizen X
- 1995: Emmy-Nominierung, Outstanding Made for Television Movie, für Citizen X
- 2001: Oscar-Nominierung, Bester Film, für Traffic – Macht des Kartells